# Dom zwany Hotelem d’Armagnac w Charlieu
Dom zwany rezydencją d’Armagnac w Charlieu – dom wzniesiony w XIII wieku w Charlieu we Francji. Od 1889 roku posiada status monument historique, w kategorii classé MH (zabytek o znaczeniu krajowym).

## Lokalizacja
Dom jest zlokalizowany na terenie miejscowości Charlieu przy 9 rue Charles-de-Gaulle w Charlieu, w departamencie Loara, w regionie Auvergne-Rhône-Alpes.

## Opis i historia
Dom został wzniesiony w III wieku, w XIV wieku dobudowano piętro z muru pruskiego. Posiada podwójne okno zakończone rzeźbami.    

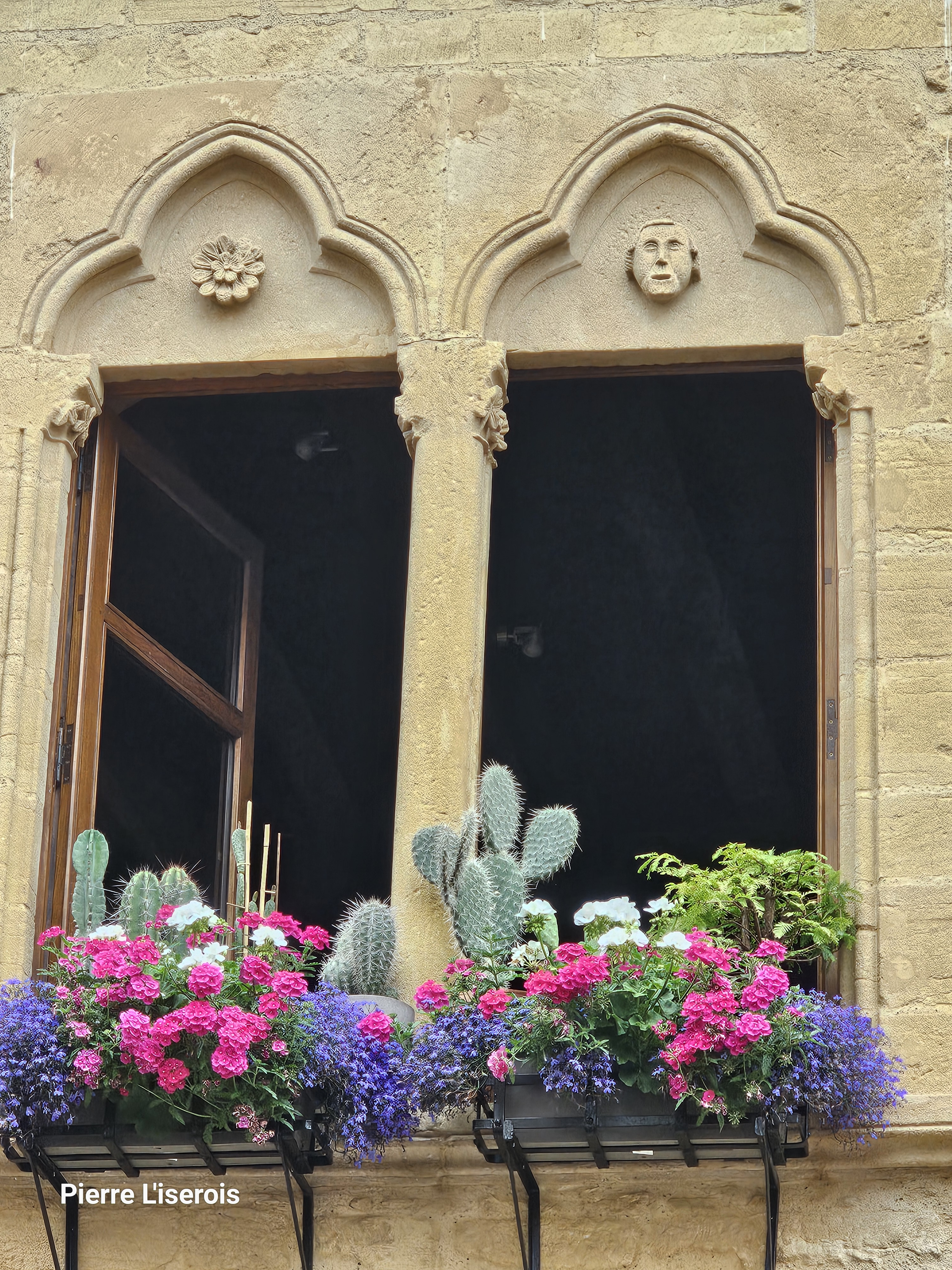
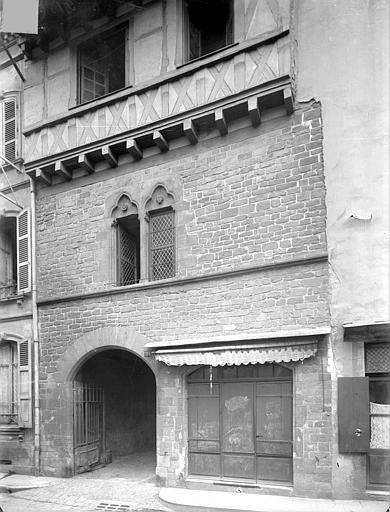
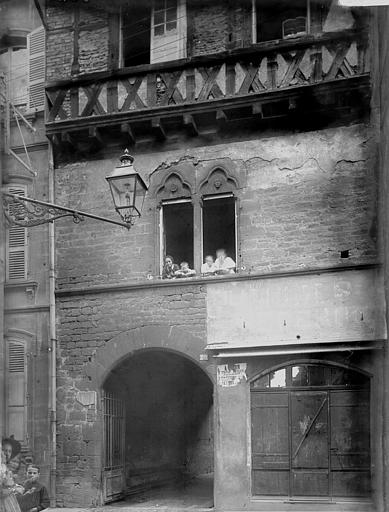